# عيد جميع القديسين
عيد جميع القديسين هو عيد يحتفل به في الأول من تشرين الثاني في المسيحية الغربية، وفي أول يوم أحد بعد عيد الخمسين في المسيحية الشرقية، احتفاءً بـ وتكريما بجميع القديسين.
يعتبر يوم جميع القديسين من الأيام المهمة في الديانة المسيحية، وتحتفل به معظم طوائفها بما في ذلك الأنجليكية واللوثرية.

## في الشرق

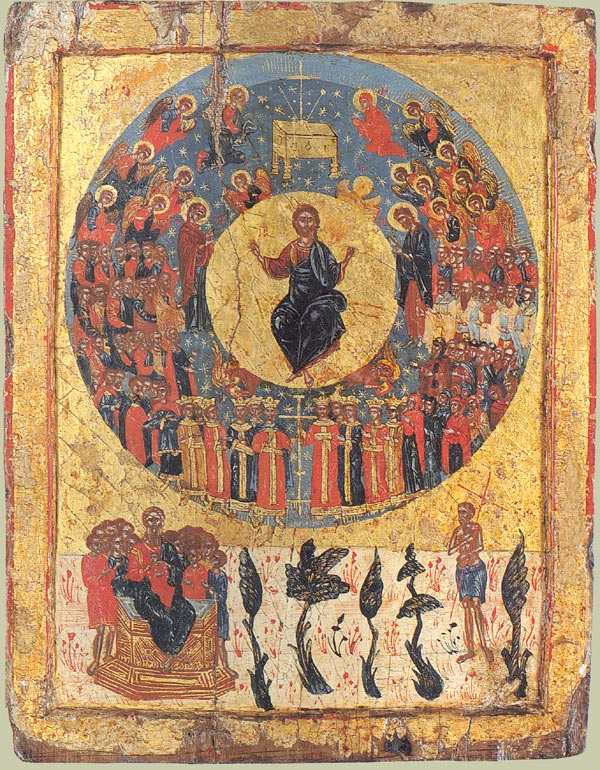
الرمز الأرثوذكسي الشرقي لعيد جميع القديسين. المسيح متوجا في الجنة، ومحاطا بصف من القديسين والملائكة

يحتفل الكاثوليك الشرقيون والأرثوذكس الشرقيون بعيد جميع القديسين في أول يوم أحد يلي عيد الخمسين.
اشتهر عيد جميع القديسين في القرن التاسع في عهد الإمبراطور البيزنطي ليو السادس «الحكيم» (886–911). زوجته إمبرس ثيوفانو عاشت حياة ورعة. عندما توفيت، بنى زوجها كنيسة كإهداء لها ولكنه منع من إهدائها لزوجته فقرر إهداء الكنيسة لـ«جميع القديسين».
الأحد الذي يلي عيد جميع القديسين -الأحد الثاني بعد عيد الخمسين- يخصص لإحياء ذكرى جميع القديسين المحليين، مثل "جميع قديسي أمريكا"، «جميع قديسي جبل آثوس»، إلخ. الأحد الثالث بعد عيد الخمسين يخصص لمزيد من القديسين المحليين مثل «جميع قديسي سان بطرسبرغ».
بالإضافة لأيام الأحد المذكورة أعلاه، تخصص أيام السبت طوال العام للاحتفاء العام بجميع القديسين.

## في الغرب
في المسيحية الغربية، يحتفل بعيد جميع القديسين في الأول من تشرين الثاني، يليه تذكار جميع الموتى في الثاني من تشرين الثاني.
احتفل بعيد جميع القديسين لأول مرة في الغرب في 13 أيار من عام 609 أو 610، عندما تم ترسيم البابا بونيفاسيوس الرابع قديسا في بانثيون في روما. وقد توسعت احتفالات ذلك العيد لتشمل الاحتفال بإحياء ذكرى جميع القديسين.
التوقيت الحالي لعيد جميع القديسين، أسسه البابا غريغوريوس الثالث (731–741) الذي نقله إلى تاريخ الأول من تشرين الثاني.